# Ijjas Antal
Ijjas Antal (családi neve Jankovits; Szentgotthárd, 1906. április 27. – Budapest, 1980. október 21.) újságíró, író.

## Élete
A középiskoláit Selmecbányán és 1924-ben Szombathelyen végezte. Pécsett lett orvostanhallgató, majd a budapesti egyetemre iratkozott be, ahol 1925-1926-ban a Foederatio Emericana Sabaria corporatiójának krónikása, Íjjas-Jankovits A. néven. 1931-ben végbizonyítványt szerzett, ekkor a Mária kongregáció folyóirat szerkesztője. 1934-1944 között a Nemzeti Újság belső munkatársa és vezércikkírója, a Magyar Vetés munkatársa. 1944-ben a Szegedi Egyetemen egyháztörténetből doktorált. Később a Magyar Nemzet cikkírója, alapításától az Új Ember munkatársa. 1957-1966 között nyugdíjazásáig főmunkatársa, haláláig cikkírója.
1944-ben a Szent István Akadémia III. osztályának tagjává választották.
Megindította és 1936-1944 között szerkesztője az Új Élet regénytárnak, 1941-ben pedig a Népünk lapot. Bangha Bélával 1937-1941 között szerkesztette A keresztény egyház története sorozat 8 kötetét. 1930 után írásaiban csak az Íjjas nevet használta.

## Művei
- 1928 Pókháló (regény). Budapest.
- 1932 Sienai legenda (regény). Budapest.
- 1934 Magna Peccatrix. Írta Anna Krane. Budapest. (fordítás)
- 1934 A gettóból jött pápa. Írta Gertrud v. Le Fort. Budapest. (fordítás)
- 1935 A véres csillag (regényfordítás). Budapest. Írta Anna Krane.
- 1937-1941 A keresztény egyház története. Szerk. Bangha Bélával. Budapest. (Tőle: A reneszánsz és a hitszakadás kora (5. kötet). 1939; Az egyház és az uralkodói abszolutizmus (7. kötet). 1941; A jelenkor egyháztörténete (8. kötet). 1941) 1. Archiválva 2018. november 26-i dátummal a Wayback Machine-ben, 2. Archiválva 2018. november 26-i dátummal a Wayback Machine-ben, 3. Archiválva 2018. november 26-i dátummal a Wayback Machine-ben, 4. Archiválva 2018. november 26-i dátummal a Wayback Machine-ben, 5. Archiválva 2018. november 26-i dátummal a Wayback Machine-ben, 6. Archiválva 2018. november 26-i dátummal a Wayback Machine-ben, 7. Archiválva 2018. november 26-i dátummal a Wayback Machine-ben, 8. kötet Archiválva 2018. november 26-i dátummal a Wayback Machine-ben
- 1937 Mirandola fordulása (regény). Budapest.
- 1937 Az üzenet. Novellák. Budapest.
- 1937 S.O.S. Villámvihar. Központi Sajtóvállalat. Budapest. Új Élet regénytár 35.
- 1937 Légitámadás éjfélkor. Központi Sajtóvállalat. Budapest. Új Élet regénytár 44.
- 1938 Vasgerendák meglazulnak. Központi Sajtóvállalat. Budapest. Új Élet regénytár 51.
- 1938 Tavaszi dal. Budapest. Központi Sajtóvállalat. Budapest. Új Élet regénytár 68.
- 1938 Az óceánrepülő. Budapest. Központi Sajtóvállalat. Budapest. Új Élet regénytár 85.
- 1938 Nagy Szent Albert. Budapest. (Korunk szentjei)
- 1939 Az igualadi repülő. Központi Sajtóvállalat. Budapest. Új Élet regénytár 100.
- 1939 Az ezüst nyíl (regény). Központi Sajtóvállalat. Budapest. Új Élet regénytár 127.
- 1939 S.O.S. Süllyedünk. Központi Sajtóvállalat. Budapest. Új Élet regénytár 140.
- 1939 Tiencsini éjszaka (regény). Központi Sajtóvállalat. Budapest. Új Élet regénytár 144.
- 1940 A kínai tábornok (regény). Központi Sajtóvállalat. Budapest. Új Élet regénytár 155.
- 1940 A magdeburgi menyasszony (regényfordítás). Írta Gertrud v. Le Fort. Budapest.
- 1941 Üzenet 24 repülőnek. Központi Sajtóvállalat. Budapest. Új Élet regénytár 228.
- 1941 Alcazari szökevény. Központi Sajtóvállalat. Budapest. Új Élet regénytár 238.
- 1942 A csata (regény). Központi Sajtóvállalat. Budapest. Új Élet regénytár 287.
- 1942 Az emberélet útjának feléig (regény). Budapest.
- 1942 A fehér lovag (regény). Budapest.
- 1942 Emberek a ködben. 4 nap a tengeren (regény). Budapest.
- 1943 Kuzmich Ilike Tedeuma. Budapest.
- 1943 Külvárosi éjszaka és más elbeszélések. Budapest.
- 1943 Pázmány, a nemzetpolitikus. Budapest.
- 1943 Széchenyi kapitány (regény). Budapest.
- 1944 Egy rab megszökött. Elbeszélések. Írta Bársony István. Budapest.
- 1948 Húsz évszázad viharában. Az Egyház és a pápaság története. Budapest.
- 1948 Az assziszibeli szent. Írta Georg Terramare. Budapest. (fordítás)
- 1960 A látogató. Elbeszélések. Budapest.
- 1967 Isten igaz embere. XXIII. János és az Egyház. Függelék: Henri Fesquet: XXIII. János pápa virágoskertje. XXIII. János szellemes mondásainak és a személyéről szóló anekdotáknak gyűjteménye. Fordította Ikvay László. Budapest.
- 1968 Szentek élete 1-2. Budapest.
- 1966 Feszty Árpád élete és művészete. Feszty Masával. Budapest.
- 1970 Jézus története 1-2. Budapest.